# Overdrive (album)
Overdrive is het vijfde studioalbum van de Belgische zangeres Natalia. Het album werd uitgebracht op 26 april 2013. De cd werd voor een groot deel opgenomen in Londen en Amsterdam. Het album ging in een maand 10.000 keer over de toonbank. Op 30 mei 2013 heeft Natalia hiervoor een gouden plaat ontvangen tijdens het tv-programma Café Corsari. 
Natalia heeft voor dit album meegeschreven aan 6 nummers, namelijk Overdrive, Alive, Make You Love Me, Paralyzed, Vegas To The Moon en Love Is War.
Op 7 december 2013 werd het album heruitgebracht als Overdrive Deluxe Edition met enkele nieuwe nummers en een dvd van haar concert in Hasselt. 

## Tracks
- 1. Overdrive (2:58)
- 2. Boom (3:34)
- 3.  A Girl Like Me (3:43)
- 4. Alive (3:07)
- 5. BFF (Best Friends Forever) (4:01)
- 6. Dead Or Alive (3:43)
- 7. Alone In The Crowd (3:17)
- 8. Make You Love Me (3:10)
- 9. Paralyzed (3:20)
- 10. Come With Me (3:10)
- 11. Ride Like The Wind (3:14)
- 12. Vegas To The Moon (4:26)
- 13. Love Is War (3:16)

Deluxe Edition:
- 1. Overdrive (2:58)
- 2. Boom (3:34)
- 3. A Girl Like Me (3:43)
- 4. Alive (3:07)
- 5. BFF (Best Friends Forever) (4:01)
- 6. Dead Or Alive (3:43)
- 7. Alone In The Crowd (3:17)
- 8. Make You Love Me (3:10)
- 9. Paralyzed (3:20)
- 10. Come With Me (3:10)
- 11. Ride Like The Wind (3:14)
- 12. Vegas To The Moon (4:26)
- 13. Love Is War (3:16)
- 14. Born Loud (2:59)
- 15. Putting On The Brakes (3:43)
- 16. Last Dance (3:17)
- 17. Never Touch The Ground (3:36)
- 18. 1 Minute (3:26)
- 19. Take Charge (3:12)
- 20. Angel (4:00)

## Singles
| Single met hitnotering(en) in de Vlaamse Ultratop 50 | Datum van verschijnen | Datum van binnenkomst | Hoogste positie | Aantal weken | Opmerkingen |
| ---------------------------------------------------- | --------------------- | --------------------- | --------------- | ------------ | ----------- |
| Overdrive                                            | 15-04-2013            | 26-04-2013            | 19              | 5            |             |
| Boom                                                 | 01-07-2013            | 20-07-2013            | 10              | 13           |             |
| A Girl Like Me                                       | 16-09-2013            | 16-09-2013            | tip 2           | -            |             |
| Ride Like The Wind                                   | 19-05-2014            | 19-05-2014            | tip 5           | -            |             |

### Hitnotering
| "Overdrive" in de Vlaamse Ultratop 50 Albums - 04-05-2013 t/m 24-05-2014 | "Overdrive" in de Vlaamse Ultratop 50 Albums - 04-05-2013 t/m 24-05-2014 | "Overdrive" in de Vlaamse Ultratop 50 Albums - 04-05-2013 t/m 24-05-2014 | "Overdrive" in de Vlaamse Ultratop 50 Albums - 04-05-2013 t/m 24-05-2014 | "Overdrive" in de Vlaamse Ultratop 50 Albums - 04-05-2013 t/m 24-05-2014 | "Overdrive" in de Vlaamse Ultratop 50 Albums - 04-05-2013 t/m 24-05-2014 | "Overdrive" in de Vlaamse Ultratop 50 Albums - 04-05-2013 t/m 24-05-2014 | "Overdrive" in de Vlaamse Ultratop 50 Albums - 04-05-2013 t/m 24-05-2014 | "Overdrive" in de Vlaamse Ultratop 50 Albums - 04-05-2013 t/m 24-05-2014 | "Overdrive" in de Vlaamse Ultratop 50 Albums - 04-05-2013 t/m 24-05-2014 | "Overdrive" in de Vlaamse Ultratop 50 Albums - 04-05-2013 t/m 24-05-2014 | "Overdrive" in de Vlaamse Ultratop 50 Albums - 04-05-2013 t/m 24-05-2014 | "Overdrive" in de Vlaamse Ultratop 50 Albums - 04-05-2013 t/m 24-05-2014 | "Overdrive" in de Vlaamse Ultratop 50 Albums - 04-05-2013 t/m 24-05-2014 | "Overdrive" in de Vlaamse Ultratop 50 Albums - 04-05-2013 t/m 24-05-2014 | "Overdrive" in de Vlaamse Ultratop 50 Albums - 04-05-2013 t/m 24-05-2014 | "Overdrive" in de Vlaamse Ultratop 50 Albums - 04-05-2013 t/m 24-05-2014 | "Overdrive" in de Vlaamse Ultratop 50 Albums - 04-05-2013 t/m 24-05-2014 | "Overdrive" in de Vlaamse Ultratop 50 Albums - 04-05-2013 t/m 24-05-2014 | "Overdrive" in de Vlaamse Ultratop 50 Albums - 04-05-2013 t/m 24-05-2014 | "Overdrive" in de Vlaamse Ultratop 50 Albums - 04-05-2013 t/m 24-05-2014 | "Overdrive" in de Vlaamse Ultratop 50 Albums - 04-05-2013 t/m 24-05-2014 | "Overdrive" in de Vlaamse Ultratop 50 Albums - 04-05-2013 t/m 24-05-2014 | "Overdrive" in de Vlaamse Ultratop 50 Albums - 04-05-2013 t/m 24-05-2014 | "Overdrive" in de Vlaamse Ultratop 50 Albums - 04-05-2013 t/m 24-05-2014 | "Overdrive" in de Vlaamse Ultratop 50 Albums - 04-05-2013 t/m 24-05-2014 | "Overdrive" in de Vlaamse Ultratop 50 Albums - 04-05-2013 t/m 24-05-2014 | "Overdrive" in de Vlaamse Ultratop 50 Albums - 04-05-2013 t/m 24-05-2014 | "Overdrive" in de Vlaamse Ultratop 50 Albums - 04-05-2013 t/m 24-05-2014 | "Overdrive" in de Vlaamse Ultratop 50 Albums - 04-05-2013 t/m 24-05-2014 | "Overdrive" in de Vlaamse Ultratop 50 Albums - 04-05-2013 t/m 24-05-2014 | "Overdrive" in de Vlaamse Ultratop 50 Albums - 04-05-2013 t/m 24-05-2014 | "Overdrive" in de Vlaamse Ultratop 50 Albums - 04-05-2013 t/m 24-05-2014 | "Overdrive" in de Vlaamse Ultratop 50 Albums - 04-05-2013 t/m 24-05-2014 | "Overdrive" in de Vlaamse Ultratop 50 Albums - 04-05-2013 t/m 24-05-2014 | "Overdrive" in de Vlaamse Ultratop 50 Albums - 04-05-2013 t/m 24-05-2014 | "Overdrive" in de Vlaamse Ultratop 50 Albums - 04-05-2013 t/m 24-05-2014 | "Overdrive" in de Vlaamse Ultratop 50 Albums - 04-05-2013 t/m 24-05-2014 | "Overdrive" in de Vlaamse Ultratop 50 Albums - 04-05-2013 t/m 24-05-2014 |    |    |    |    |    |    |    |    |     |    |     |     |     |     |     |     |
| Week                                                                     | 01                                                                       | 02                                                                       | 03                                                                       | 04                                                                       | 05                                                                       | 06                                                                       | 07                                                                       | 08                                                                       | 09                                                                       | 10                                                                       | 11                                                                       | 12                                                                       | 13                                                                       | 14                                                                       | 15                                                                       | 16                                                                       | 17                                                                       | 18                                                                       | 19                                                                       | 20                                                                       | 21                                                                       | 22                                                                       | 23                                                                       | 24                                                                       | 25                                                                       | 26                                                                       | 27                                                                       | 28                                                                       | 29                                                                       | 30                                                                       | 31                                                                       | 32                                                                       | 33                                                                       | 34                                                                       | 35                                                                       | 36                                                                       | 37                                                                       | 38                                                                       | 39 | 40 | 41 | 42 | 43 | 44 | 45 | 46 | 47  | 48 | 49  | 50  | 51  | 52  | 53  | 54  |
| ------------------------------------------------------------------------ | ------------------------------------------------------------------------ | ------------------------------------------------------------------------ | ------------------------------------------------------------------------ | ------------------------------------------------------------------------ | ------------------------------------------------------------------------ | ------------------------------------------------------------------------ | ------------------------------------------------------------------------ | ------------------------------------------------------------------------ | ------------------------------------------------------------------------ | ------------------------------------------------------------------------ | ------------------------------------------------------------------------ | ------------------------------------------------------------------------ | ------------------------------------------------------------------------ | ------------------------------------------------------------------------ | ------------------------------------------------------------------------ | ------------------------------------------------------------------------ | ------------------------------------------------------------------------ | ------------------------------------------------------------------------ | ------------------------------------------------------------------------ | ------------------------------------------------------------------------ | ------------------------------------------------------------------------ | ------------------------------------------------------------------------ | ------------------------------------------------------------------------ | ------------------------------------------------------------------------ | ------------------------------------------------------------------------ | ------------------------------------------------------------------------ | ------------------------------------------------------------------------ | ------------------------------------------------------------------------ | ------------------------------------------------------------------------ | ------------------------------------------------------------------------ | ------------------------------------------------------------------------ | ------------------------------------------------------------------------ | ------------------------------------------------------------------------ | ------------------------------------------------------------------------ | ------------------------------------------------------------------------ | ------------------------------------------------------------------------ | ------------------------------------------------------------------------ | ------------------------------------------------------------------------ | -- | -- | -- | -- | -- | -- | -- | -- | --- | -- | --- | --- | --- | --- | --- | --- |
| Nummer                                                                   | 2                                                                        | 2                                                                        | 3                                                                        | 7                                                                        | 4                                                                        | 7                                                                        | 12                                                                       | 15                                                                       | 22                                                                       | 26                                                                       | 23                                                                       | 18                                                                       | 18                                                                       | 18                                                                       | 16                                                                       | 12                                                                       | 13                                                                       | 17                                                                       | 21                                                                       | 22                                                                       | 26                                                                       | 43                                                                       | 58                                                                       | 47                                                                       | 41                                                                       | 25                                                                       | 21                                                                       | 55                                                                       | 87                                                                       | 124                                                                      | 125                                                                      | 141                                                                      | 9                                                                        | 11                                                                       | 16                                                                       | 14                                                                       | 17                                                                       | 24                                                                       | 24 | 43 | 46 | 52 | 44 | 68 | 75 | 67 | 117 | 84 | 111 | 158 | 153 | 135 | 123 | 199 |